# Marie Soboul
 (février 2019).
Pour les articles homonymes, voir Soboul.
Marie Soboul, née le 13 avril 1884 à Montréal (Ardèche), morte le 2 août 1961 à Ajaccio (Corse-du-Sud), est une enseignante et résistante française.

## Biographie
(3 février 2019).

Marie, Victorine Rose Soboul est née à Montréal dans le département de l'Ardèche, le 13 avril 1884. Élève brillante, elle obtient son Certificat d'études primaires. Après l'École primaire supérieure de Largentière, elle entre à l'École normale d'institutrices de Privas, puis à celle de Nîmes. Marie Soboul reçoit une bourse qui lui permet d'être admise en 1904, à l'École normale supérieure de Fontenay en région parisienne. Elle devient professeur de sciences naturelles et de dessin à l'École normale d'institutrices de Nîmes en 1909, dont elle était auparavant l'élève, et directrice de cette institution à partir de 1926. Georges Mathon et Philippe Ritter sur leur site culturel consacré à l'histoire régionale du pays gardois, évoquent le destin de Marie Soboul : 

« Marie Soboul pédagogue née, marquera profondément cette école et la ville grâce à une personnalité très affirmée. Née en Ardèche en 1884, de parents agriculteurs, elle sera formée à l'École normale supérieure de Fontenay, venue à Nîmes en tant que professeur, elle sera, par la suite, nommée directrice de l'École normale d'institutrices de Nîmes de 1926 à 1940. Elle consacrera sa vie professionnelle à la formation de ses élèves. Sa formation scientifique la pousse à rechercher en toutes circonstances, l'exactitude du propos et la perfection de la forme. Son goût de la minutie engendre des excès : ainsi, les élèves, pour accéder à son bureau, doivent cogner deux fois à la porte ; un coup risquerait d'être inaudible, trois coups témoigneraient d'une indécente familiarité. Son engagement politique la pousse, avant la guerre de 39-45, à participer à des mouvements pacifistes. Mise à la retraite anticipée en 1940, sur un simple coup de téléphone, elle militera au M.L.N. (organisation de résistants), sous le nom de Valérie. À la Libération elle participera naturellement au C.D.L. (Comité de la Libération) créé le 2 septembre 1944. Cet organisme va gérer les affaires du département au cours des 13 mois qui suivent la Libération. Les séances se feront à la préfecture, Marie Soboul fera partie de la commission de l'Instruction publique. Selon un témoin ayant assisté aux réunions, avec sa minutie habituelle elle mènera les débats avec une rigueur et un souci de la forme. De sensibilité socialiste, elle siègera au Conseil municipal de Nîmes au cours des deux premiers mandats de l'avocat Edgar Tailhades, de 1947 à 1959 »

Marie Soboul épouse Antoine Usciati à Nîmes le 3 novembre 1945. Elle meurt à Ajaccio, le 2 août 1961. Une École d'application primaire publique porte son nom, au no 1 rue des Bénédictins à Nîmes.